# Lioux
Lioux è un comune francese di 265 abitanti situato nel dipartimento della Vaucluse della regione della Provenza-Alpi-Costa Azzurra. 

## Geografia
Lioux è un piccolo paese a nord di Apt e si piedi della piana delle prealpi di Vaucluse.  Il territorio comunale fa parte del Parco naturale regionale del Luberon.
Esso si trova ai piedi della falesia della Madeleine (orientamento nordest - sudovest).
È circondato dai comuni di Joucas a 7 km, Murs a 9 km, Roussillon a 9 km, Saint-Saturnin-lès-Apt a 10 km e Gordes à 11 km.

### Accesso e trasporti
La stazione TGV più vicina è la stazione di Avignon TGV. Il comune è servito dalle uscite dell'Autostrada francese A7 ad Avignone Sud o Cavaillon.

### Orografia
Il territorio del comune è caratterizzato da grandi avvallamenti di foreste e boschi tra i quali i torrenti si sono scavati un passaggio nelle combe (la Cigalière, Vaumale, ecc.).
L'elemento più rilevante del comune è la falesia della Madeleine, che raggiunge un'altezza di 100 metri. Vi sono comunque altre falesie nel territorio comunale lungo la grande comba di Lioux.

## Società

### Evoluzione demografica

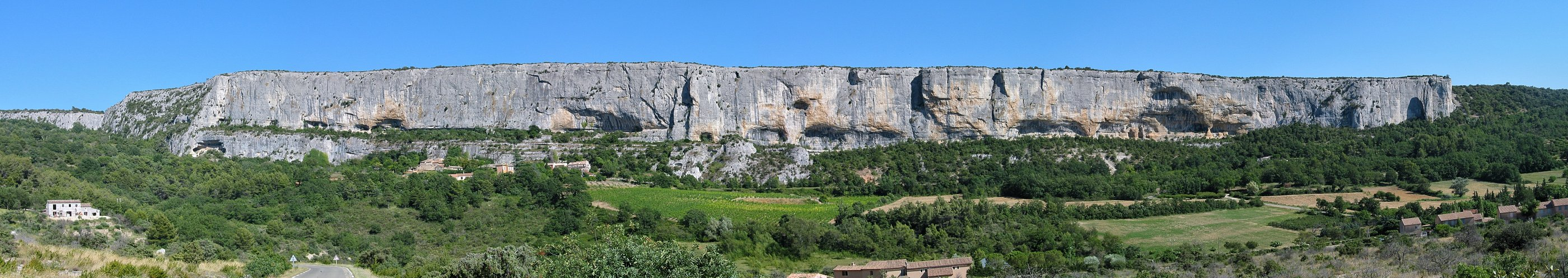
Panorama della falesia della Madeleine

Abitanti censiti